# 桑貞白
桑貞白（？—？），字月姝，號月窗，明嘉興秀水才女，活躍於隆慶萬曆間。著有《香奩詩草》，收於叢書《夷門廣牘》。
其夫周履靖為《夷門廣牘》的出版者，萬曆年間刊行於金陵（南京）。明人茅坤選桑氏一百零八首佳作，輯為《香奩詩草》，分上下二卷，並為其作序。